# أبجدية أذربيجانية
الأبجدية الأذربيجانية (بالأذرية: Azərbaycan əlifbası)‏، Азəрбајҹан әлифбасы، آذربایجان اَلیفباسؽ)، (بالإنجليزية: Azerbaijani alphabet)‏)، (بالتركية: Azeri alfabesi)‏، (بالروسية: Азербайджанская письменность)، (بالفارسية:  الفبای آذربایجانی))، لها ثلاث نسخ معدلة تتضمن الكتابة العربية والكتابة اللاتينية والأبجدية الكيريلية.
اللغة الأذرية، هي اللغة الرسمية لأذربيجان، وهي مكتوبة بأبجدية رومانية معدلة. حلت هذه محل النسخ المعدلة السابقة المبنية على الكتابة الكريلية والكتابة العربية بعد سقوط الاتحاد السوفييتي.
في إيران، تم استخدام النص الفارسي المعدل دائمًا ولا يزال يستخدم للغة الأذرية.